# Venustulus waukeshaensis
Venustulus waukeshaensis è artropode estinto, appartenente ai chelicerati. Visse nel Siluriano inferiore (circa 435 milioni di anni fa) e i suoi resti fossili sono stati ritrovati in Nordamerica.

## Descrizione
Questo animale era caratterizzato da un carapace semicircolare con margine posteriore leggermente incurvato privo di spine genali e un opistosoma composto da 10 segmenti liberamente articolati, suddiviso in un preaddome di sette segmenti con pleure smussate e un postaddome di tre segmenti privo di pleure. La spina della coda è corta e stiliforme. La presenza di sei paia di appendici (un paio di cheliceri e cinque paia di zampe ambulacrali) contrasta con le sette di Weinbergina opitzi, ma è paragonabile al numero dei moderni limuli.

## Classificazione
Venustulus, inizialmente ascritto al gruppo parafiletico Synziphosurina, è stato poi considerato un rappresentante basale dei chelicerati, nel clade Prosomapoda. Una forma affine era Camanchia, mentre il ben noto Weinbergina potrebbe essere leggermente più arcaico, anche se più recente. Venustulus waukeshaensis è stato descritto per la prima volta nel 2005, sulla base di resti fossili comprendenti appendici (caso raro nei sinzifosurini) ritrovati nel Konservat-Lagerstätte di Waukesha, in Wisconsin.